# 王直 (明朝官员)
王直（1379年—1462年），字行俭，别号抑菴，江西泰和縣人，明朝政治人物、文学家。永樂初進士，在翰林院二十餘年，官至吏部尚書。

## 生平
王直之父王伯贞，洪武年間舉明經科，官至琼州府知府。王直幼年家貧力學，永乐二年（1404年）中式二甲第四名進士，改庶吉士，與曾棨、王英等二十八人同讀書文淵閣，明成祖認為其文筆卓出，召入內閣，授翰林院修撰。其歷事明仁宗、明宣宗，累遷少詹事兼侍讀學士。英宗正統三年，完成《明宣宗實錄》，晉升爲禮部侍郎，仍然兼任學士。正統五年，負責禮部事務，尚書胡濙悉以部政付之。正統八年，代替郭琎為吏部尚書。
正統十一年，戶部侍郎奈亨諂附王振，誣陷王直，王直與吏部侍郎曹義、趙新均下獄，三法司會審后，奈亨論斬，王直等贖徒。明英宗寬恕王直、曹義，罰奈亨、趙新俸。

### 土木
正統十四年（1449年），瓦剌太師也先率軍犯境，明英宗決定親征。王直率群臣力諫，英宗不聽，命王直留守。八月，明軍在土木堡慘敗，英宗被俘。大臣請立皇子為皇太子，郕王攝政。之後，郕王即位為明景帝。王直自認為不如于謙，凡事均推下。后加太子太保。
景泰元年（1450年），也先出使請求議和，并請歸還英宗，禮部商議未決。王直則率群臣稱請出使迎接英宗，明景帝則以對方或許借此來犯。胡濙則贊成王直之議，王直則直言稱：「必遣使，毋貽後悔。」此話使得明景帝不悅，于謙隨後急忙出面調解。群臣退朝后 ，太監興安急忙跑出后對王直說：“你這樣堅持請求派遣使者，是要當文天祥、富弼么？”王直則大聲稱：「廷臣惟天子使，既食其祿，敢辭難乎！」之後廷議派遣李實、羅綺前往。準備前行時，瓦剌可汗脫脫不花及也先使先後到，請求大臣同行。胡濙上報后，朝廷商議，王直堅持請求出使，於是派遣楊善等人。李實歸來后，加之也先使者抵達，均稱也先欲求和。王直與寧陽侯陳懋上疏，請求更換使者并帶重禮去迎接太上皇，不予批准。之後再次上疏請求，又被拒絕。當時，李實已經當面告訴明景帝，明景帝於是寫信給也先，說就令已經出使的楊善迎歸即可。王直則稱此舉輕率，亦重新擇使，后得以批准。王直與陳懋均舉薦李實再次出使，不予批准。御史畢鑾再次上疏請求稱蒙古即使有詐，即使有不測，明軍實力仍在。明景帝不聽。然而，楊善卻憑己之力奉迎太上皇歸還。
景泰二年，也先再次遣使入貢，且請通使。王直以邊備未修，芻糧未積等原因請求批准，但不许。之后屡次上書，最終得以通過。次年晉升爲少傅。

### 立儲
當時，明景帝欲更換太子，恰逢思明土司知府黃矰請求，明景帝大喜，下禮部商議。胡濙只能唯唯，文武諸臣議者九十一人當署名，王直有難色，陳循持筆強求，不得不連署，於是皇太子更換。王直遂兼任太子太師。王直頓足長歎慚愧。不久明景帝之子去世，王直、胡濙等大臣請求恢復沂王為皇太子，并推舉商輅草疏。提議未呈上時，石亨、徐有貞等人發動奪門之變，迎明英宗復帝位，并殺王文等人。疏草留在姚夔居所，嘗出示給郎中陸昶，嘆道：「是疏不及進，天也。」王直遂乞休，明英宗賜璽書、金綺、楮幣，給驛歸。

### 晚年
王直為人儀觀甚偉，性情莊重，不茍言笑。在翰林二十餘年，古代言編纂紀注之事均多出自他手。其與金溪王英齊名，人稱「二王」，以居地目直曰「東王」，英曰「西王」。王直當入內閣時，不為楊士奇所許。之後在吏部發展，為人廉慎。當時百官罷免舉薦的權力均專屬吏部。內臣御史巡撫等選用，均由王直定，為人稱道。年老之時，朝廷命何文淵擔任尚書輔佐，何文淵離去后，又命王翺擔任，所以吏部實有兩位尚書。王直擔任尚書十四年，年益高，名德日益重。明景帝對其禮重，免除入朝。
王直致仕歸家后，經常與諸佃仆耕種，并擊鼓歌唱。其子孫更叠舉觴祝壽，王直則嘆道：“當時西楊楊士奇不令我進入內閣共事。然而假使我現在內閣，皇上復辟后，我肯定免不了戍邊遼陽，又怎會與你們一同享樂啊！”天順六年（1462年）去世，年八十四。贈太保，諡文端。

## 著作
著有《抑庵集》等。